# Oxydia bogotaria
Oxydia bogotaria là một loài bướm đêm trong họ Geometridae.